# David din Evia
Sfântul David (n.  ? – d. 1589/1589) s-a născut în Gardenitsa (fostul district cadastral al comunității Kyparissi, Ftiotida), probabil în ultimul sfert al secolului al XV-lea (în jurul anului 1490, conform Ch. G. Petrinelis, după alți biografi în jurul anului 1485, în timp ce mitropolitul Theophilos Kanavos al Gortinei și Megalopolei menționa anul 1519) și a trăit până în prima jumătate a secolului al XVI-lea.
A slujit ca stareț al Sfintei Mănăstiri Panagia Varnakova între 1520 și 1532 , apoi s-a mutat în nordul Eviei, în așezarea Drymonas din actualul municipiu Elymnia (fosta comunitate Rovia). Acolo a întemeiat o mănăstire care a devenit renumită și îi poartă acum numele, Mănăstirea Cuviosului David din Evia. A fost unul dintre dascălii luminați ai neamului, contribuind mult la educația grecilor înrobiți, dar și un sfânt al Bisericii Ortodoxe, căruia i se atribuie numeroase minuni. Atât el, cât și succesorul său, Iacob de Tsalikis, sunt cunoscuți ca sfinți taumaturgi, grabnic ajutători.

## Biografie
Se spune că la vârsta de trei ani a avut o viziune. Sfântul Ioan Botezătorul i s-a arătat și l-a îndemnat să îl urmeze.
La vârsta de cincisprezece ani a plecat din satul natal pentru a sluji într-o mănăstire din Magnesia, împreună cu ieromonahul Acachie, unde a rămas timp de cinci ani. Ulterior, David și Akakios au părăsit această mănăstire pentru a se nevoi la mănăstirea ctitorită de Alexie I Comnenul, din regiunea Ossa, unde David a acceptat să fie hirotonit ierodiacon.
Nu după mult timp ei au mers să vadă și să se închine în Muntele Athos și în Lavra Sfântului Atanasie Athonitul. Apoi, David l-a urmat pe Akakios, care fusese hirotonit episcop al „Sfintei Mitropolii a Nafpaktosului și Artei”, în eparhia sa, și a fost hirotonit curând ieromonah.
După ce a fost egumen al Mănăstirii Panagia Varnakova din Eupaliou, Focida (1520-1532), s-a dus la Muntele Steiri, între Muntele Helicon și Muntele Parnas, unde a întemeiat o nouă mănăstire, de mici dimensiuni. La un moment dat, însă, a fost acuzat că ar fi implicat în evadarea unor sclavi ai unui stăpân agarean din Livadia și, din acest motiv a fost arestat, torturat și închis. Totuși, când a fost eliberat, nu s-a mai întors la Steiri, ci în căutarea unui loc unde să poată deveni ascet, a venit în Evia. S-a stabilit acolo unde se află astăzi mănăstirea închinată în onoarea sa, unde, pe atunci, exista o capelă în ruine a Schimbării la Față a Mântuitorului, deasupra orașului Rovies, Evia.
Pe măsură ce faima Sfântului se răspândea, tot mai mulți creștini se adunau să-l viziteze și să-l cunoască, ceea ce a dus la o nevoie puternică de a construi o mănăstire în acel loc. Prin urmare, David a părăsit temporar locul pentru a organiza strângeri de fonduri în rândul diferitelor comunități creștine (a ajuns până în Imperiul Rus) pentru a reuși să strângă banii necesari pentru construirea mănăstirii. În câțiva ani, mănăstirea nou construită a fost închinată Schimbării la Față a Domnului Hristos. De fapt, deoarece primise multe obiecte valoroase în Rusia pentru construirea mănăstirii și îi era greu să le transporte, le-a sigilat, le-a aruncat în mare, le-a binecuvântat și au călătorit singure spre Evia, unde l-au întâmpinat când David a ajuns acolo și au rămas până la moartea sa, la o vârstă înaintată.
Prăznuirea Sfântului David este comemorată în fiecare an la 1 noiembrie.